# Pholcidae

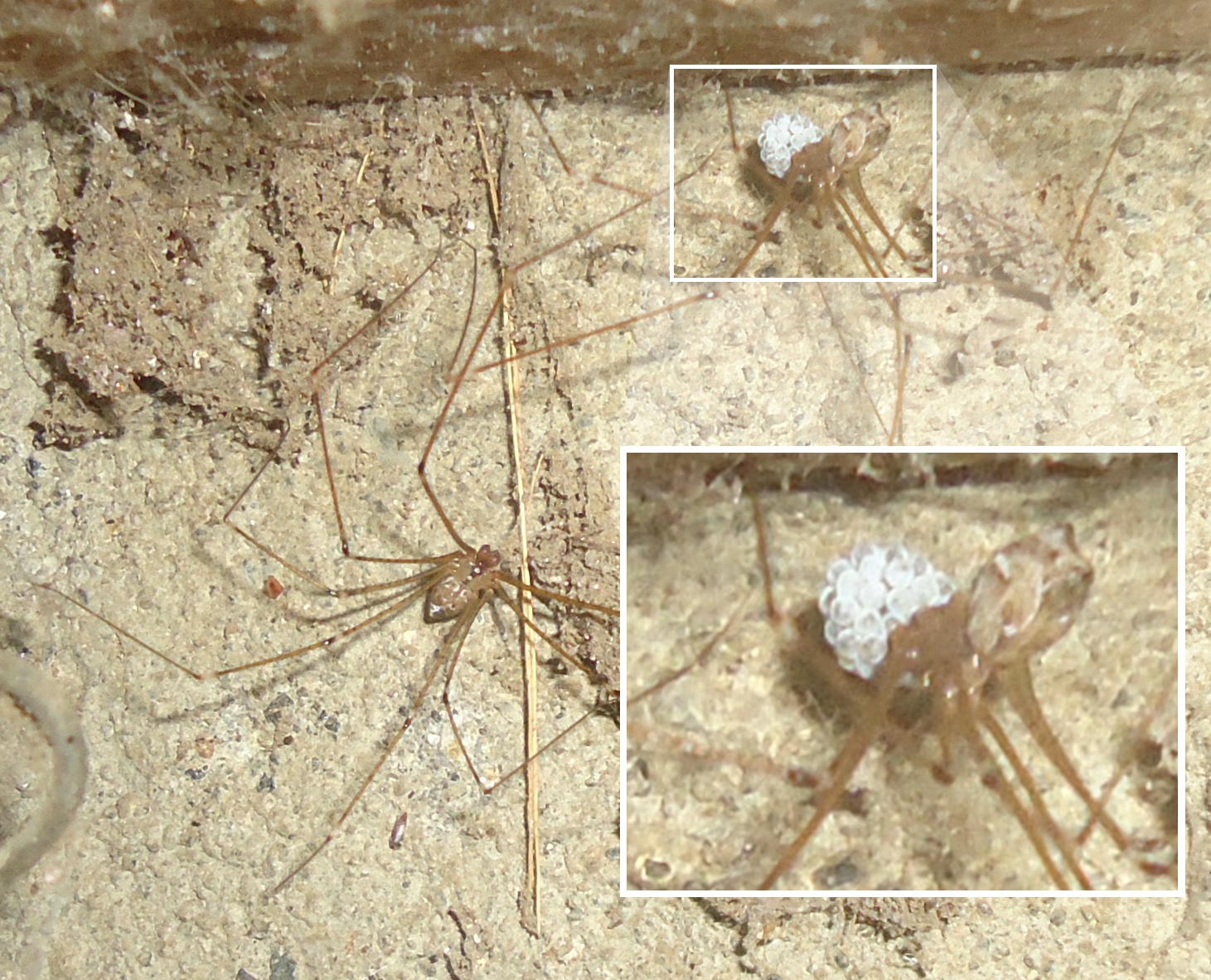
Crossopriza lyoni. O espécime na parte inferior da imagem é um macho. A fêmea transporta o seu saco de ovos (ampliado).

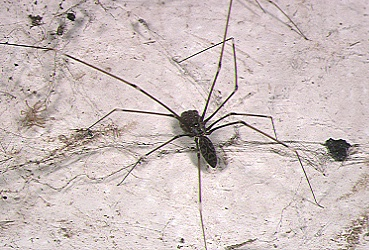
Fêmea de Smeringopus pallidus com saco de ovos.

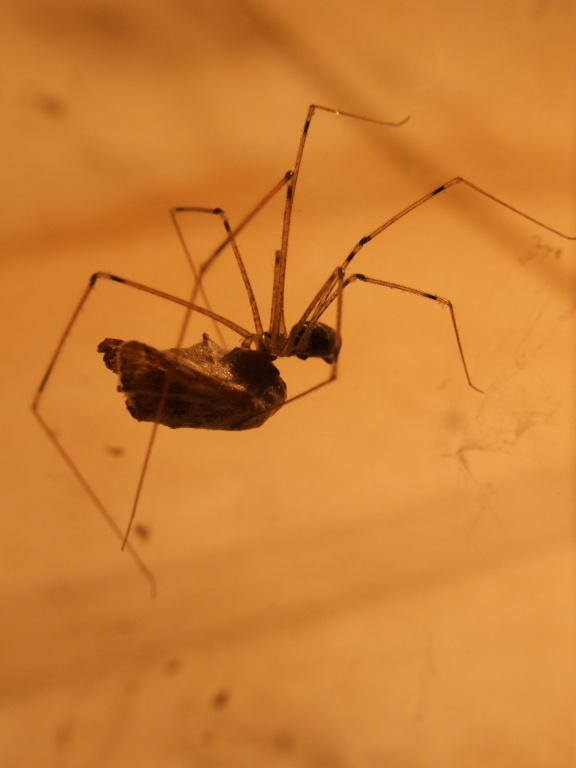
Espécime de Holocnemus pluchei) transportando uma presa.

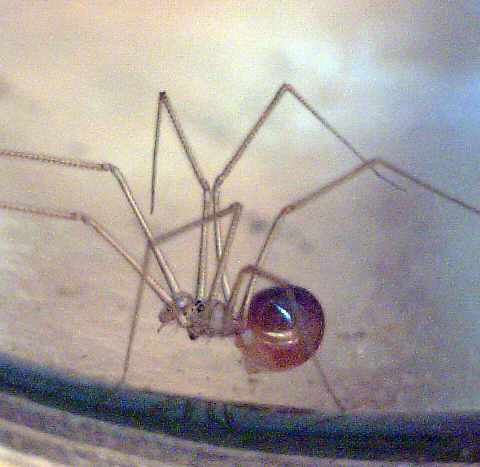
Macho da espécie Spermophora senoculata (Estados Unidos da América).

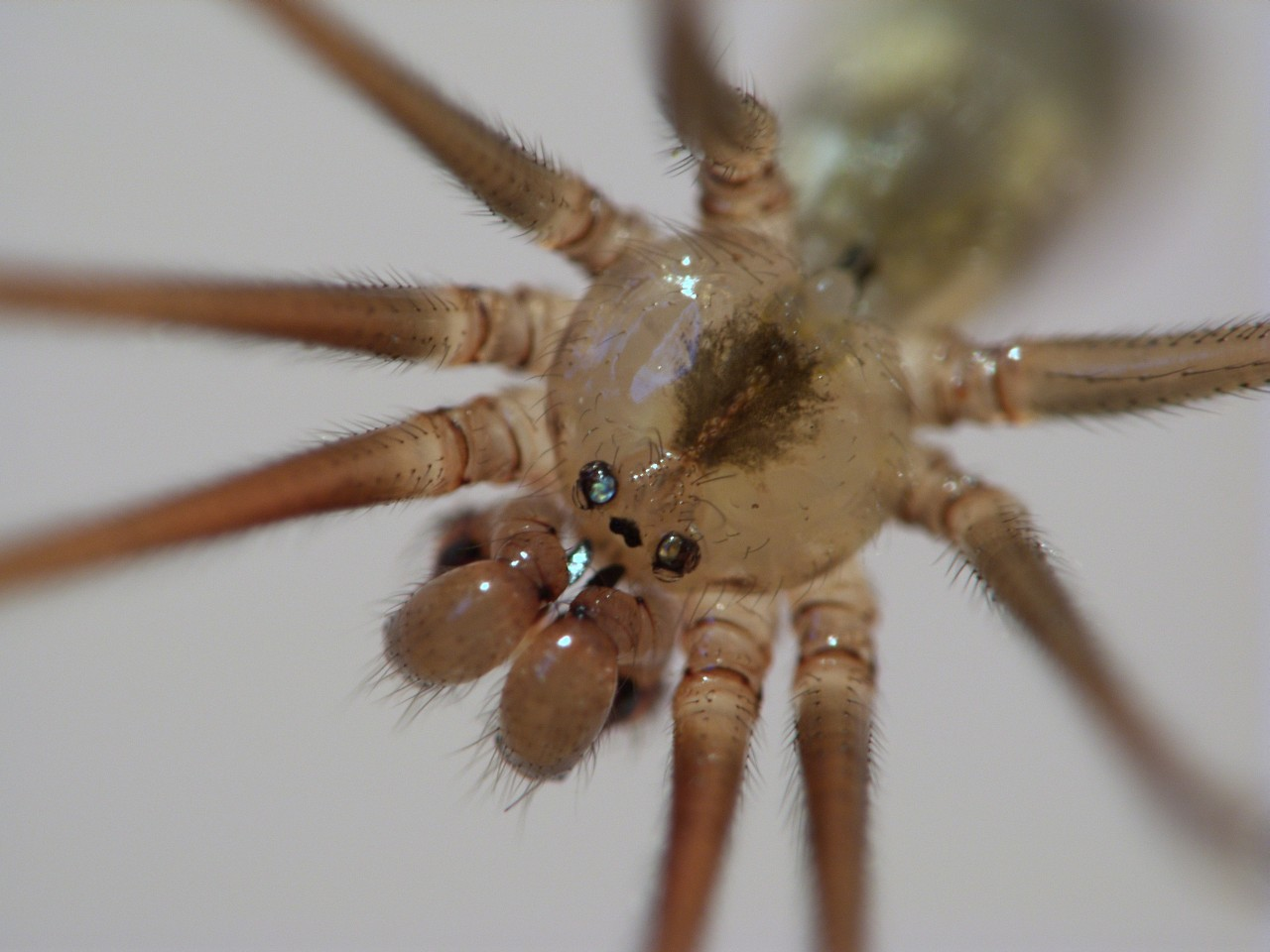
Cabeça de um folcídeo, mostrando dois conjuntos de três olhos estreitamente agrupados e os dois olhos medianos.

Pholcidae (Aranhiços) é uma famíla de aranhas pertence à subordem Araneomorphae (aranhas modernas) da ordem Araneae. As espécies integradas nesta família são consideradas inofensivas para os humanos. Algumas espécies, nomeadamente Pholcus phalangioides, são comuns em habitações e outras construções que tenham locais abrigados e sombrios.

## Descrição
As aranhas da família Pholcidae são aracnídeos de aspecto frágil, com corpo (excluindo as pernas) com apenas 2–10 mm de comprimento, mas com pernas comparativamente longas, podendo cada uma delas atingir os 50 mm de comprimento. A generalidade dos membros da família Pholcidae é de cor cinzenta ou castanha, com bandas ou marcas em forma de cabria. A família inclui espécies com seis e com oito olhos.
Os géneros Pholcus e Smeringopus apresentam abdómen cilíndrico, com uma forma que se assemelha a um amendoim, e os olhos agrupados em dois grupos laterais de três olhos, com dois olhos contíguos de menores dimensões na parte mediana da cabeça.
O género Spermophora apresenta um pequeno abdómen globoso, com os olhos agrupados em dois conjuntos de três olhos, sem olhos medianos.

## Habitat e comportamento
A família Pholcidae tem distribuição natural do tipo cosmopolita, sendo encontrada em todos os continentes com excepção da Antártida e nas regiões polares do hemisfério norte, locais demasiado frios para permitir a sua sobrevivência.
Os espécimes desta família instalam-se em teias irregulares e de aspecto imperfeito, não adesivas, em geral simples aglomerados de fios simples de seda lançados em diversas direcções. Os locais preferidos para a construção das teias são locais escuros e húmidos, em reentrâncias e recessos de rochas e paredes, grutas, sob o casca solta de árvores e em tocas abandonadas. A preferência por locais pouco iluminados mereceu a algumas espécies desta família o epíteto de aranha-de-porão. Apesar dessa preferência por lugares úmidos e escuros, muitas espécies de folcídeos são frequentemente encontradas em locais quentes e secos, como janelas e cantos interiores de casas de habitação, sótãos e tetos.
As aranhas desta família instalam-se nas suas teias com a cabeça voltada para baixo, onde aguardam que as suas presas se enleiem na teia. Esta, apesar de irregular e de não ter caracteríticas adesivas, é eficaz na captura de insectos já que a estrutura tridimensional irregular torna a fuga difícil e morosa.
Quando uma presa fica retida na teia, a aranha age com grande rapidez, envolvendo a presa num saco de seda, ao mesmo tempo que lhe inflige uma mordedura venenosa. A presa pode ser comida de imediato ou armazenada para consumo posterior.
Quando as aranhas desta família se sentem ameaçadas, em particular quando a teia é tocada por um potencial predador ou quando uma presa excessivamente grande fica nela retida, desencadeiam uma resposta que consiste num rápido movimento vibratório sobre o fio da teia onde se encontrem, acompanhado de um rápido movimento giratório sobre o fio, o que torna difícil a manutenção da visão focada sobre a aranha. Persistindo a ameaça, a aranha retitra-se para um extremo da teia e deixa-se cair para o solo, fugindo para local pouco iluminado.
Este comportamento vibratório é comum a outras famílias de aracnídeos, mas tem um particular desenvolvimento entre os folcídeos, o que leva a que sejam por vezes referidas pelo nome comum de treme-treme. Este comportamento, para além de tornar mais difícil a sua captura por um predador, ao não permitir ver exactamente onde se encontra a aranha, pode ser também usado para afugentar um rival ou para aumentar a probabilidade de captura de insectos voadores que tenham apenas passado junto à teia e que ainda se encontrem nas imediações.
Nas suas deslocações, as aranhas desta família, em especial a espécie Pholcus phalangioides, usam frequentemente uma marcha caracterizada por uma alternância tetrápode na movimentação das pernas (primeira perna direita, depois a segunda perna esquerda, seguida pela terceira perna direita, e assim por diante). Este tipo de marcha é encontrado comumente em muitas espécies de aranhas, mas têm sido documentadas variações frequentes deste padrão durante a observação dos movimentos das aranhas.

### Alimentação e veneno
As espécies desta família são predadores insectívoros, alimentando-se dos pequenos insectos que capturam nas suas teias. Contudo, algumas espécies desta família, apesar da sua aparência inofensiva, invadem as teias de outras aranhas e devoram os espécimes aí instalados, incluindo os ovos e as presas que encontrem armazenadas. Em alguns casos, a aranha atacante vibra a teias da outra aranha, simulando os movimentos de uma presa enleada, para atrair a outra aranha para as suas proximidades, atacando-a então com movimentos rápidos e envolvendo-a num saco de seda.
Algumas das aranhas da família Pholcidae são predadores naturais de espécies do género Tegenaria e já foram observadas a atacar espécies fortemente venenosas como Latrodectus hasseltii e espécimes da família Sparassidae. Esta competição contribui para manter controladas as populações de Tegenaria, o que pode ser vantajoso para as pessoas que vivam em regiões com populações densas de Tegenaria agrestis e de outras espécies venenosas para os humanos.
Em algumas regiões existe uma lenda urbana que afirma que as aranhas pernilongas têm o veneno mais potente entre todas as aranhas, mas que as suas quelíceras (garras) são demasiado pequenas ou demasiado fracas para perfurar a pele humana (a mesma lenda é por vezes estendida a outros pequenos animais de pernas longas, como os opiliões). Na verdade, apesar das aranhas da família Pholcidae terem quelíceras curtas em forma de unha (designadas por uncatas), outras espécies com quelíceras semelhantes, como a Loxosceles reclusa, são capazes de infligir mordeduras em humanos com significado para a sua saúde. Essa observação leva a concluir que ou o veneno dos folcídeos não é tóxico para os humanos, ou então há uma diferença na musculatura entre os dois tipos de aracnídeos, com a L. reclusa, que é uma aranha caçadora, possuindo músculos mais potentes, capazes de fazer penetrar as quelíceras a maior profundidade.
Em 2004, o Discovery Channel, no seu programa MythBusters, realizou um conjunto de experiências para testar o mito do veneno dos folcídeos. Nesse episódio, os apresentadores Jamie Hyneman e Adam Savage mostraram que o veneno daquelas espécies era menos potente que outros venenos, sendo informados os resultados de uma experiência durante a qual ratos de laboratório foram injectados com veneno de aranhas da família Pholcidae e com o veneno de uma viúva-negra, sendo que o veneno desta última produziu uma reacção bem mais forte nos ratos.
Tendo determinado que as quelíceras dos folcídeos mediam aproximadamente 0,25 mm de comprimento, enquanto a pele humana tem uma espessura de 0,5 mm a 4 mm, Adam Savage permitiu que fosse mordido por uma aranha da família Pholcidae, reportando que a mordidura produzira apenas uma sensação fraca e curta de ardência na pele. Esta observação parece confirmar que, ao contrário da crença popular, a mordidura destas aranhas é capaz de penetrar através da pele humana, mas que o veneno é inofensivo para as pessoas. Adicionalmente, resultados de um projecto de investigação conduzido por Alan van Dyke mostraram que os efeitos sobre os insectos do veneno dos folcídeos são relativamente fracos. De acordo com a investigação feita por Rick Vetter, da University of California em Riverside, não existem evidências que aranhas da família Pholcidae causem qualquer risco para a saúde de humanos.
A origem da lenda urbana parece derivar da observação que os folcídeos capturam e devoram aranhas consideradas venenosas para os humanos, como as Latrodectus hasseltii, um membro do género Latrodectus, que inclui as notórias viúvas-negras. Por extrapolação, concluiu-se erradamente que se um folcídeo pode matar uma aranha capaz de infligir mordeduras fatais em humanos, então deveria ser ainda mais venenosa, apenas não matando pessoas por não ter as quelíceras adequadas para penetrar através da pele humana.[carece de fontes?]

## Sistemática
A lista que se segue está incompleta. A categorização das espécies segue o catálogo de aracnídeos elaborado por Joel Hallan no Biology Catalog .
- Holocneminae (agrupamento provavelmente não monofilético)
  - Artema Walckenaer, 1837
  - Aymaria Huber, 2000
  - Cenemus Saaristo, 2001
  - Ceratopholcus Spassky, 1934
  - Crossopriza Simon, 1893
  - Holocnemus Simon, 1873
  - Hoplopholcus Kulczyn'ski, 1908
  - Ixchela Huber, 2000
  - Physocyclus Simon, 1893
  - Priscula Simon, 1893
  - Smeringopus Simon, 1890
  - Stygopholcus Absolon & Kratochvíl, 1932
  - Wugigarra Huber, 2001
- Modisiminae (grupo do Novo Mundo)
  - Blancoa Huber, 2000
  - Bryantina Brignoli, 1985
  - Canaima Huber, 2000
  - Carapoia González-Sponga, 1998
  - Chibchea Huber, 2000
  - Coryssocnemis Simon, 1893
  - Kaliana Huber, 2000
  - Litoporus Simon, 1893
  - Mecolaesthus Simon, 1893
  - Mesabolivar González-Sponga, 1998
  - Modisimus Simon, 1893
  - Otavaloa Huber, 2000
  - Pisaboa Huber, 2000
  - Pomboa Huber, 2000
  - Psilochorus Simon, 1893
  - Stenosfemuraia González-Sponga, 1998
  - Systenita Simon, 1893
  - Tainonia Huber, 2000
  - Teuia Huber, 2000
  - Tupigea Huber, 2000
  - Waunana Huber, 2000
- Ninetinae (não monofilético)
  - Aucana Huber, 2000
  - Chisosa Huber, 2000
  - Enetea Huber, 2000
  - Galapa Huber, 2000
  - Gertschiola Brignoli, 1981
  - Guaranita Huber, 2000
  - Ibotyporanga Mello-Leitão, 1944
  - Kambiwa Huber, 2000
  - Mystes Bristowe, 1938
  - Nerudia Huber, 2000
  - Ninetis Simon, 1890
  - Nita Huber & El-Hennawy, 2007
  - Papiamenta Huber, 2000
  - Pholcophora Banks, 1896
  - Tolteca Huber, 2000
- Pholcinae C. L. Koch, 1851
  - Aetana Huber, 2005
  - Anansus Huber, 2007
  - Anopsicus Chamberlin & Ivie, 1938
  - Belisana Thorell, 1898
  - Buitinga Huber, 2003
  - Calapnita Simon, 1892
  - Khorata Huber, 2005
  - Leptopholcus Simon, 1893
  - Metagonia Simon, 1893
  - Micromerys Bradley, 1877
  - Nyikoa Huber, 2007
  - Ossinissa Dimitrov & Ribera, 2005
  - Panjange Deeleman-Reinhold & Deeleman, 1983
  - Paramicromerys Millot, 1946
  - Pholcus Walckenaer, 1805
  - Quamtana Huber, 2003
  - Savarna Huber, 2005
  - Smeringopina Kraus, 1957
  - Spermophora Hentz, 1841
  - Spermophorides Wunderlich, 1992
  - Uthina Simon, 1893
  - Wanniyala Huber & Benjamin, 2005
  - Zatavua Huber, 2003
- incertae sedis
  - Carupania González-Sponga, 2003
  - Ciboneya Pérez, 2001
  - Falconia González-Sponga, 2003
  - Holocneminus Berland, 1942
  - Micropholcus Deeleman-Reinhold & Prinsen, 1987
  - Pehrforsskalia Deeleman-Reinhold & van Harten, 2001
  - Pholciella Roewer, 1960
  - Pholcoides Roewer, 1960
  - Queliceria González-Sponga, 2003
  - Sanluisi González-Sponga, 2003
  - Tibetia Zhang, Zhu & Song, 2006
  - Trichocyclus Simon, 1908